# Clethra scabra
Clethra scabra là một loài thực vật có hoa trong họ Clethraceae. Loài này được Pers. mô tả khoa học đầu tiên năm 1805.